# Chris Walker (basket-ball)
Pour les articles homonymes, voir Chris Walker.
Chris Walker, né le 22 décembre 1994, à Bonifay, en Floride, est un joueur américain de basket-ball. Il évolue au poste d'ailier fort. 

## Palmarès
- McDonald's All-American Game 2013